# Xavier Pons
Xavier Pons i Puigdollers (ur. 21 stycznia 1980 w Barcelonie) – hiszpański kierowca rajdowy.

## Kariera
Pons zaczynał od startów w motocyklowych enduro i w 1998 roku został mistrzem Hiszpanii w tej dyscyplinie. Później startował również w tej kategorii z sukcesami na arenie międzynarodowej.

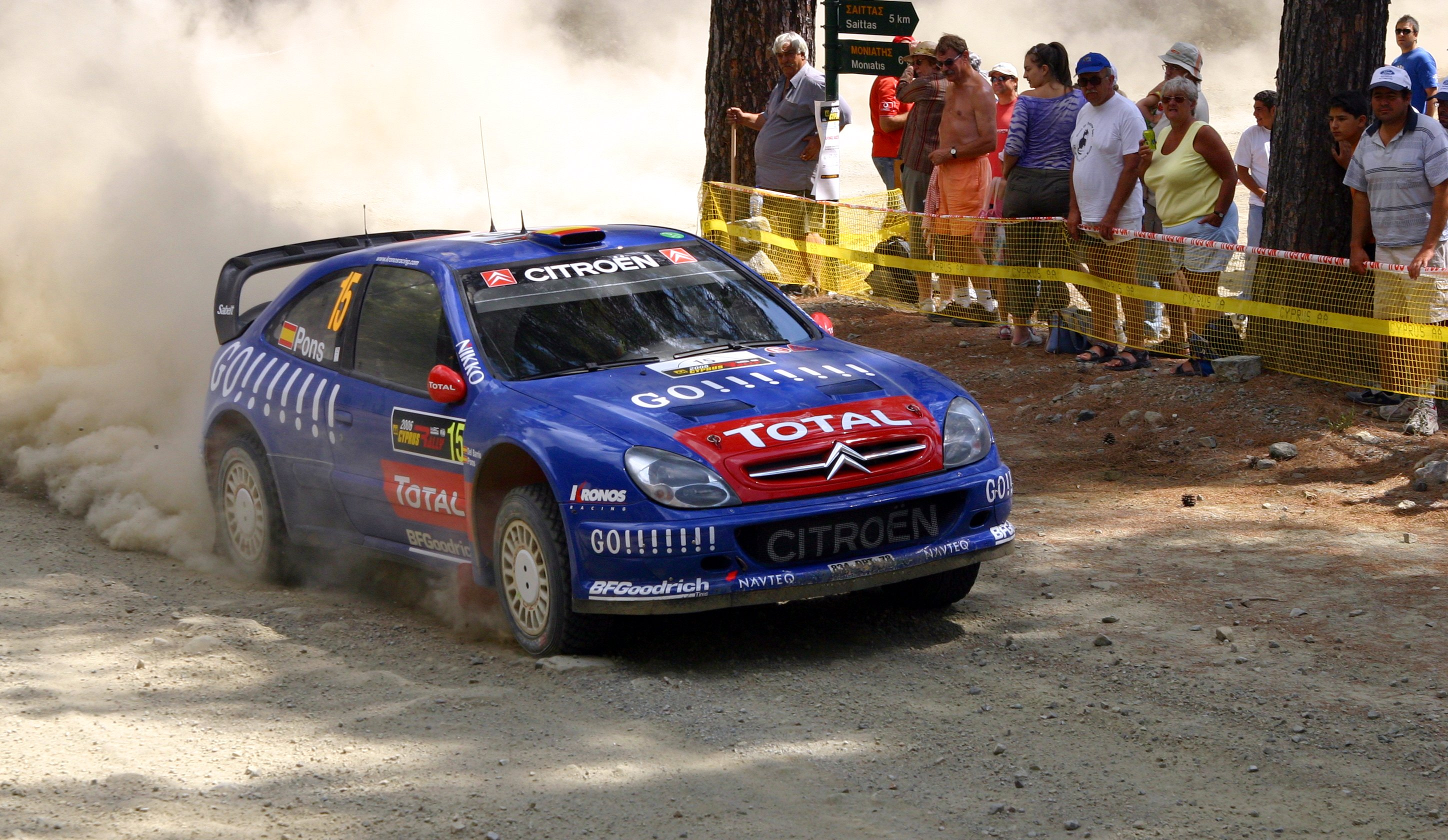
Podczas Rajdu Cypru w 2006 roku

W rajdach zadebiutował w 2002 roku, by już rok później zdobyć tytuł mistrza Hiszpanii w grupie N. Rajd Szwecji 2003 był jego debiutem w mistrzostwach świata, a od sezonu 2004 regularnie startował w rajdach kategorii WRC. Wtedy też zdobył swoje pierwsze punkty w tej kategorii (6. miejsce w Rajdzie Australii).
W sezonie 2005 startował już przez większość sezonu samochodem kategorii WRC zajmując m.in. najwyższe dotychczas w karierze 4. miejsce w Rajdzie Hiszpanii (później kilkakrotnie powtórzył ten wynik). W sezonie 2006 został partnerem Sébastiena Loeba w zespole Kronos Total Citroën. Mocno odstawał jednak od mistrza świata i w pewnym momencie został nawet na krótko zastąpiony w zespole przez Daniela Sordo.
W sezonie 2007 nie miał stałego miejsca w żadnym z zespołów. Dopiero w drugiej części sezonu został trzecim kierowcą ekipy Subaru. W 2008 i 2009 nie startował w rajdach kategorii WRC, zdarzały mu się jedynie występy w mistrzostwach Hiszpanii.
Do rajdów WRC powrócił w sezonie 2010 za kierownicą Forda Fiesty S2000, startując nim w kategorii SWRC.
Na przestrzeni lat jego pilotami byli: Jordi Mercader, Julià Oriol, Carlos del Barrio, Xavier Amigo oraz obecnie Alex Haro.

## Starty w rajdach WRC
| Sezon | Zespół                                                 | Samochód                                                  | 1       | 2  | 3      | 4             | 5          | 6         | 7        | 8         | 9  | 10        | 11      | 12        | 13      | 14 | 15 | 16 | Punkty | Miejsce |
| ----- | ------------------------------------------------------ | --------------------------------------------------------- | ------- | -- | ------ | ------------- | ---------- | --------- | -------- | --------- | -- | --------- | ------- | --------- | ------- | -- | -- | -- | ------ | ------- |
| 2003  | Xavier Pons                                            | Mitsubishi Lancer Evo                                     | Monako  | 52 | Turcja | Nowa Zelandia | Argentyna  | Grecja    | Cypr     | Niemcy    | NU | Australia | Włochy  | NU        | 15      | 22 |    |    | 0      | -       |
| 2004  | Xavier Pons                                            | Fiat Punto S1600 Mitsubishi Lancer Evo Renault Clio S1600 | NU      | 46 | 16     | 16            | Cypr       | 16        | NU       | NU        | 28 | 15        | Japonia | 24        | NU      | 12 | NU | 6  | 3      | 22.     |
| 2005  | Xavier Pons OMV World Rally Team                       | Peugeot 206 WRC Mitsubishi Lancer Evo Citroën Xsara WRC   | NU      | 38 | 10     | 13            | NU         | 34        | 17       | 10        | 10 | 12        | 9       | 11        | Japonia | 7  | 4  | NU | 7      | 16.     |
| 2006  | Kronos Total Citroën World Rally Team                  | Citroën Xsara WRC                                         | 9       | 7  | NU     | NU            | 6          | 17        | 4        | 8         | 14 | NU        | Japonia | 7         | 4       | 4  | 4  | 5  | 32     | 7.      |
| 2007  | Mitsubishi Motors Motor Sports Subaru World Rally Team | Mitsubishi Lancer WRC Subaru Impreza WRC                  | 25      | NU | 16     | Meksyk        | Portugalia | Argentyna | Włochy   | Grecja    | 6  | 18        | NU      | 9         | 8       | 35 | NU | 9  | 4      | 17.     |
| 2010  | Nupel Global Racing                                    | Ford Fiesta S2000                                         | Szwecja | 8  | 10     | Turcja        | 10         | 12        | Bułgaria | Finlandia | 15 | Japonia   | 15      | Hiszpania | 13      |    |    |    | 6      | 15.     |